# Canaro
Canaro és un municipi de 2.873 habitants de la província de Rovigo. 

Les frazione són Baruchella, Boccalara, C. Benvenuto Tisi, C. Mella, C. Ruggieri, Ca 'Matta, Southern Cross, Crociara, Garofalo, Giaretta, Frattina, Mezzavia, Raccano, Paviole, Tenasi, Valiera, Vallone, Viezze 

Les comuni limítrofes són Ferrara (FE), Fiesso Umbertiano, Frassinelle Polesine, Occhiobello, Polesella, Riva del Po (FE) 

La seva patrona és Santa Sofia, festiu el 18 de setembre

## Principals festes i esdeveniments
Les celebracions principals de Canaro i les seves frazzione són el carnaval de Canaro, la Fira de Brogne, la competició de poesia "Cosmo Gold" i el Palio Ca 'Naro (l'últim té lloc el darrer diumenge de setembre).

## Agermanaments
Pszczew,  Polònia

## Ciutadans il·lustres
- Galileo Beghi, polític socialista (1874 - 1944)

- Benvenuto Tisi, Pintor de la renaixença, anomenat Garofalo (1481 - 1559)